# Type 91 (carro armato)
Il Type 91 è stato un carro armato pesante multitorretta progettato e costruito dall'Impero giapponese agli inizi degli anni trenta come parte di una serie sperimentale di questa specifica categoria di mezzi corazzati. Del carro fu prodotto un solo esemplare a scopo valutativo.

## Storia

### Sviluppo
L'interesse nutrito dall'esercito imperiale per i mezzi a due o più torrette si era concretato fin dal primo carro armato nazionale, il Carro armato sperimentale Numero 1 del 1927: per portare avanti gli studi su tali veicoli, che in effetti fecero la loro impressione pure su altre forze armate, l'Alto Comando concentrò i suoi sforzi sul quest'ultimo veicolo, noto anche come Osaka Sensha ("Primo Carro Osaka").

### Produzione
La progettazione e costruzione del prototipo ebbero inizio nel 1931: il carro venne consegnato nelle prime settimane del 1932, il che ha portato a fare confusione sulla designazione ufficiale. All'epoca infatti il sistema di denominazione adottato dall'esercito giapponese per gli equipaggiamenti prevedeva di chiamarli con le ultime due cifre dell'anno imperiale corrente; poiché il veicolo era stato commissionato nel 1931, cioè il 2591 secondo il calendario nipponico, venne chiamato "Type 91", ma a volte si preferiva indicarlo quale "Type 92" mettendo l'accento sul completamento della richiesta.

### Impiego
Il Type 91 fu sottoposto a un ciclo di prove e collaudi vari che non convinsero i vertici militari: nel 1933 il blindato fu dunque messo da parte e non venne mai utilizzato operativamente in battaglia.

## Caratteristiche
Il Type 91 era simile al precedente Osaka Sensha, a partire dal treno d'appoggio. Esso, rimasto invariato, contava per lato 17 ruote di piccolo diametro, delle quali 16 vincolate a sospensioni a balestra su due piani mentre quella più anteriore era equipaggiata separatamente. Lo scafo dalla forma fortemente angolata era fornito di corazzature spesse al massimo 20 mm ed era sormontato da tre torrette: quella centrale era dotata di un cannone da 70 mm lungo 18,2 calibri (L/18,2) e di una mitragliatrice Type 91 da 6,5 mm che, curiosamente, non era coassiale al pezzo ma era stata installata su uno snodo a sfera quasi in posizione opposta. Le altre due torrette ausiliarie, una anteriore e l'altra posteriore, erano equipaggiate ciascuna con una Type 91; la seconda era stata inserita su un apposito pianale e non sopra il comparto motore. In questo vano era stato sistemato un BMW d'origine aeronautica alimentato a gasolio ed erogante 224 hp. L'equipaggio era composto da 5 uomini: il comandante con un cannoniere trovava posto nella torre centrale, le altre due erano occupate ognuna da un mitragliere e infine nello scafo sedeva un pilota.
Con un peso complessivo di 16,3 tonnellate oppure di 18 tonnellate, il Type 91 poteva marciare a una velocità massima di 25 km/h e l'autonomia arrivava a 160 chilometri.

## Varianti
Il Type 91 funse da base per la creazione di un ulteriore mezzo pesante, il Type 95.